# Christendom in Turkije
Christendom in Turkije heeft een lange geschiedenis, die teruggaat tot de vroege oorsprong van het christendom in Klein-Azië en het Midden-Oosten in de 1e eeuw na Christus. In de moderne tijd is het percentage christenen in Turkije afgenomen van 20-25% in 1914, naar ongeveer 2% in 1927, tot 0,2–0,4% vandaag de dag. Dit is te wijten aan een aantal factoren, waaronder de christenvervolging in het Ottomaanse Rijk zoals de Armeense-, Griekse- en Assyrische Genocides, evenals de bevolkingsuitwisseling tussen Turkije en Griekenland en de emigratie van christenen in de late 19e en vroege 20e eeuw.
In de jaren 2000 schatte het Pew Research Center dat er tussen de 200.000 en 370.000 christenen in Turkije woonden, wat neerkomt op ongeveer 0,3-0,4% van de bevolking. De meerderheid van de christenen in Turkije behoort tot de Orientaals-orthodoxe kerken, met name de Armeens-orthodoxe Kerk en de Syrisch-Orthodoxe Kerk van Antiochië. Er is ook een aanzienlijke gemeenschap van rooms-katholieke christenen, evenals kleinere groepen van protestantse christenen.
De daling van het aantal christenen in Turkije is het gevolg van een aantal historische gebeurtenissen, zoals de Varlık Vergisi belasting die in 1942 werd opgelegd aan niet-moslims, de Istanbul-pogrom van 1955 tegen Griekse en Armeense christenen, en de migratie van christenen naar andere landen.
De Turkse staat erkent de christelijke minderheden als religieuze groepen, en de Verdrag van Lausanne van 1923 garandeert de bescherming van de Grieks-orthodoxe Kerk en Armeens-orthodoxe Kerk in het land.
Ondanks het lage percentage christenen in het land, blijft Turkije de thuisbasis van enkele van de oudste christelijke gemeenschappen ter wereld, vooral in regio's zoals Tur Abdin en Antakya.

## Demografie
De christelijke bevolking in Turkije bestaat uit verschillende denominaties, waaronder de Grieks-orthodoxe Kerk, de Armeens-orthodoxe Kerk, Syrisch-Orthodoxe Kerk van Antiochië, de Rooms-katholieke Kerk en de Protestantse Kerk. De meeste christenen wonen in grote steden zoals Istanbul, Izmir, Ankara en in de regio Tur Abdin, maar er zijn ook kleinere gemeenschappen in andere regio's van het land.
De christelijke bevolking van Turkije is relatief klein, maar er zijn nog steeds kerken, kloosters en andere religieuze instellingen die het christendom in Turkije vertegenwoordigen, hoewel de meerderheid van de bevolking moslim is.

## Geschiedenis
De geschiedenis van het christendom in Turkije gaat terug tot de vroege kerkperiode in de 1e eeuw na Christus, toen de apostel Paulus zijn brieven naar verschillende steden in Klein-Azië stuurde. Het christendom verspreidde zich door het rijk van de Romeinse provincie Azië, met belangrijke vroege christelijke gemeenschappen in steden zoals Efese en Antiochië. Gedurende de eeuwen werden veel christelijke kerken en kloosters in de regio gebouwd, met de Hagia Sophia in Istanbul als een van de bekendste symbolen van de christelijke aanwezigheid in Turkije.
Vandaag de dag is het aantal christenen in Turkije slechts een klein percentage van de totale bevolking, en de christelijke gemeenschappen worden geconfronteerd met verschillende uitdagingen, zoals de bescherming van hun religieuze rechten.